# Zelotes gallicus
Zelotes gallicus är en spindelart som beskrevs av Simon 1914. Zelotes gallicus ingår i släktet Zelotes och familjen plattbuksspindlar. Inga underarter finns listade i Catalogue of Life.